# Duncan Stutterheim
Pour les articles homonymes, voir Stutterheim (homonymie).
Duncan Stutterheim est un homme d'affaires néerlandais. Cofondateur de l'entreprise événementielle ID&T en 1992, il reste seul maître à bord à partir de l'automne 1994 après le départ successif de ses deux collègues Irfan van Ewijk et Theo Lelie, et ce jusqu'en 2013, année au cours de laquelle il vend son entreprise à l'américain SFX Entertainment. Par la suite l'entreprise est revendue pour finalement appartenir au groupe britannique Superstruct Entertainment (d)  en 2021.

## Parcours
Organisateur d'événements de musiques électroniques parmi les plus célèbres comme Thunderdome, Sensation, Mystery Land ou Tomorrowland, il contribue au développement et à la diffusion de la musique et de la culture gabber, au travers de nombreuses compilations musicales qui atteignent les sommets des ventes aux Pays-Bas, mais également en Suisse, en Belgique et en Autriche pendant les années 1990.
Depuis la vente d'ID&T, Duncan Stutterheim ne s'est pas retiré du monde des affaires. En marge de son activité de directeur général de la branche « Europe » de SFX Entertainment, il a notamment donné le 28 novembre 2014 une conférence sur l'importance de la scène musicale électronique, lors de la conférence TED d'Amsterdam. Il expose en particulier le fait qu'un festival de musique électronique n'est pas seulement une fête, mais aussi le lieu de rupture des conventions préexistantes, contribuant de l'abolition de l'égoïsme par la promotion de l'égalité, de l'amitié et de l'amour charnel. Cette conception a émergé au cours de sa vie en particulier après le décès de son frère et la création du concept Sensation White, conçu comme une célébration de la vie. Le succès de cet événement au message résolument positif — à l'opposé de la noirceur des concepts des débuts comme Thunderdome — drainant plus de 100 000 000 consultations de site web chaque année, a poussé son créateur vers les bonnes œuvres, avec la mise sur pied du projet « 10,000 hours » dirigé vers la promotion du lien intergénérationnel.
Il annonce toutefois son départ de SFX le 7 avril 2015 dans une interview accordée au Volkskrant, démission prenant effet après l'édition estivale de son festival Sensation, le 4 juillet 2015. Wouter Tavecchio le remplace à ce poste.

## Vidéographie
- [vidéo] God is my DJ, de Carin  Goeijers, 2005 : documentaire sur Duncan Stutterheim. Bande son par DJ Dano et Eva Simons[5].